# モナ・リザ (1973年の映画)
モナ・リザは、松本俊夫監督の1973年の日本実験映画。Scanimate制作。

## シノプシス
モナ・リザのイメージは、それを取り巻くシュルレアリスムのイメージの真ん中に位置している。